# Ревнивый старик
«Ревнивый старик» (исп. El viejo celoso) — интермедия испанского писателя Мигеля де Сервантеса, опубликованная в 1615 году в составе сборника «Восемь комедий и восемь интермедий, новых, ни разу не представленных на сцене». Стала последней интермедией в этой книге, и её отличает упрощение фабулы по аналогии с самыми первыми пьесами. Сюжет построен вокруг темы брака.
На русский язык «Ревнивого старика» перевёл, как и остальные интермедии из сборника, Александр Островский.